# ابودردا (تویسرکان)
ابودردا یک منطقهٔ مسکونی در ایران است که در دهستان کمال‌رود واقع شده‌است.درارتفاع ۱۸۶۰ متر از سطح دری واقع شده.دره ای معتدل و نیمه خشک است.کوه سیاه دره  در ۲km خاور و کوه دار گوجه در ۳km جنوب خاور و جنوب آبادی قرار دارد همچنین در میان مردم منطقه به  بیَردَه معروف است.. براساس سرشماری مرکز آمار ایران در سال ۱۳۹۵، ابودردا ۵۵ نفر جمعیت دارد.